# Pericominis
Pericomini és una tribu de dípters dins la família Psychodidae.

## Gèneres
- Bazarella

- Berdeniella

- Clytocerus

- Pericoma

- Saraiella

- Satchelliella

- Szaboiella

- Thornburghiella

- Ulomyia